# حساب التجميع
تجميع الحساب (بالإنجليزية: Account aggregation)‏ هو الخدمة التي تقوم بدمج المعلومات من حسابات مالية عديدة في مكان واحد مناسب، مثل الصفحة الرئيسية في البرامج المالية والشخصية المتصلة بالإنترنت. هي إحدى وسائل الراحة التي توفرها الخدمات المصرفية عبر الإنترنت والبرامج المالية المعتمدة على الإنترنت. فهي تقوم بعملية تجميع ودمج لجميع بيانات العملاء المالية وحتى غير المالية، قد تشمل الحسابات المصرفية وحسابات بطاقات الائتمان وحسابات الاستثمار، والتأمين والقروض، وغيرها من الحسابات التجارية أو الاستهلاكية وأحيانا أيضا تعرض أشياء أخرى مثل محتويات بريد إلكتروني وعناوين الأخبار والأخبار ذات طابع شخصي، كل هذا في مكان واحد. على سبيل المثال: يمكن للمستهلك النظر في حسابه على موقع ميريل لينش وحسابه في أميريكان ايرلاينز لحساب الأميال للمسافر الدائم  وغيرها، فجميع هذه الحسابات يمكن عرضها في موقع واحد. ففكرة تجميع الحساب هي توفير نظرة شمولية للعملاء لجميع حساباتهم، بغض النظر عن أي مؤسسة مالية في الواقع تحملها.

## الفائدة من تجميع الحساب
هذه الخدمة تساعد المستخدمين في إدارة أموالهم على شبكة الإنترنت بطريقة سهلة الاستخدام. فهي تساعدهم في الحصول على ملخص عن كل الحسابات المالية، وتمكنهم من استرداد تفاصيل الحساب بسهولة مثل المعاملات الأخيرة، كل هذا في مكان واحد. باستخدام برمجيات تجميع الحساب، يستطيع العميل فتح أحد حزم البرامج على الكمبيوتر الخاص به أو يمكنه تسجيل الدخول إلى موقع واحد على شبكة الإنترنت لمعرفة كل الحسابات المالية الخاصة به.

## كيفية إعداد حساب لتجميع الحساب
لإنشاء حساب للتجميع، على العميل أولا أن يكون له حساب على الإنترنت مع كل المؤسسات المالية التي تحتفظ بحساب له. بعد ذلك، يقوم بإعداد حساب التجميع باستخدام البرامج المالية الخاصة به على الإنترنت أو سطح المكتب حيث يمر بخطوات روتينية يحدد فيها حساباته المالية، ويقوم بإدخال اسم المستخدم الخاص به أو رقم الحساب وكلمة سر أو رقم تعريف شخصي لكل حساب.
عند تسجيل الدخول إلى البرنامج الذي يستخدمه العميل لإنشاء حساب للتجميع، يتم إدخال كلمة مرور واحدة ومن ثم البرنامج يستخدم خدمة التجميع لتسجيل الدخول بشكل آمن، حيث يقدم معلومات تسجيل الدخول وكلمة السر للمؤسسات المالية الفردية التي تحمل حساباته. بعد ذلك يتم تحميل البيانات لكل حساب. نسخة محفوظة 27 مايو 2009 على موقع واي باك مشين.

## مسائل جديرة بالاهتمام
تجميع الحساب يثير العديد من المسائل، فلاستخدام خدمات تجميع الحسابات على جميع المستهلكين أن يعرضوا معلوماتهم كاسم المستخدم وكلمة السر لمجمّع المعلومات، إذا كانت هناك مؤسسة واحدة تتولى جمع كل معلومات الحسابات الخاصة بهم، فالمستهلكين يواجهون خطر فقدان السيطرة على معلوماتهم الخاصة.
كذلك مجمّعو المعلومات المالية قد يتعرضوا لإغراء البيع المتقطع Cross-sell * [الإنجليزية] للمنتجات على المستهلكين في مواقعهم، على الرغم من أن مواقع مجمعو الحسابات يزعمون أنهم لن يستخدموا معلومات عملائها للترويج للمنتجات دون إذن صريح.